# Константинеску, Пауль
Пауль Константинеску (рум. Paul Constantinescu, 30 июня 1909, Плоешти, Королевство Румыния — 20 декабря 1963, Бухарест, СРР) — румынский композитор еврейского происхождения.

## Произведения
Музыка для сцены
- 1935 – Бурная ночь (O Noapte furtunoasă), комическая опера на 2 акта
- 1939 – Свадьба в Карпатах (Nuntă în Carpați), хореографическая поэма
- 1955 – Pană Lesnea Rusalim

Симфоническая музыка
- 1930—1936 — Румынская сюита
- 1937 – Симфониетта
- 1944 — Симфония № 1
- 1946 – Вариации для виолончели и оркестра на темы византийских мелодий XIII века
- 1952 – Концерт для фортепиано с оркестром
- 1955 – Концерт для струнного оркестра
- 1957 – Концерт для скрипки и оркестра
- 1960 – Концерт для арфы и оркестра
- 1963 – Тройной концерт для скрипки, виолончели, фортепиано с оркестром
- 1963 — Плоештская симфония

Вокально-симфоническая музыка
- 1936 – Король Крипто и Лапона Энигель
- 1943 – Страсти и Воскресение Господне, пасхальная византийская оратория
- 1947 – Рождество Господне, рождественская византийская оратория

Камерная музыка
- 1929 – Два этюда в византийском стиле для скрипки, альта и виолончели
- 1943 – Византийская сонатина для альта или виолончели соло
- 1947 – Концерт для струнного квартета
- 1950 – Гайдукская баллада для виолончели и фортепиано

Музыка для фортепиано
- 1951 – Три пьесы для фортепиано
- 1957 – Toco-Toccatina

Хоровая музыка
- 1952 – Миорица, поэма для хора
- 4 мадригала на слова Михая Эминеску
- Шелест леса
- В чаще леса
- На вершинах гор
- Звезды на небе

Вокальная музыка:
- песни на слова Эминеску, Кошбука, Гоги, Штефана Октавиана Йосифа, Теодореску и др.

Музыка к кинофильмам:
- 1952 – «Бурная ночь» (O noapte furtunoasă)
- 1956 – «Мельница удачи» (Moara cu noroc)
- «Потерянное письмо» (O scrisoare pierdută)

## Записи
- Концерт для скрипки (1955), Olympia OCD417 (выпущено 1991), Румынский государственный симфонический оркестр, дирижёр Ион Бачиу
- Концерт для скрипки (1952) и Симфония № 1 (1955 — переработанная версия партитуры 1944), Olympia OCD 411 (выпущено 1991), Оркестр Клуж «Трансильвания», дирижёр Эмиль Симон, пианист Валентин Георгиу
- Сюита для фортепиано (№. 1 Игра, №. 2 Песня, №. 3 Добруджийская игра) (1952). Empreinte ED13122, вы. 2000, пианист Дана Сиокырле
- Рождество (Византийская рождественская оратория) (1947),  Olympia OCD 402, Бухарестский хор им. Джордже Энеску и Филармонический оркестр.